# Carmella Bing
Carmella Bing (ur. 21 października 1981 w Salem) – amerykańska aktorka filmów pornograficznych pochodzenia włoskiego i hiszpańskiego.

## Życiorys

### Wczesne lata
Urodziła się w Salem w stanie Oregon. W 2002 roku przeniosła się do Las Vegas w Nevadzie. W wieku 18 lat dostała się do szkoły tańca i pracowała jako hostessa. Występowała m.in. na wieczorach kawalerskich. Gościła też w programie telewizyjnym Discovery Channel Sexual Secrets w odcinku Alpha Dames.

### Kariera
W listopadzie 2005, mając 24 lata, rozpoczęła karierę w branży erotycznej. W karierze pomogła jej aktorka porno Davia Ardell, która przedstawiła ją agentowi w biznesie dla dorosłych. Carmella Bing stała się znana ze swoich dużych piersi i okrągłej sylwetki. Brała udział w produkcjach BangBros, Brazzers, Bustyz, Naughty America, Evil Angel, Vivid Entertainment Group, Hustler i Digital Playground.
Wystąpiła m.in. w filmach: Exposed 1 (2006) ze Scottem Nailsem, Double Decker Sandwich 8 (2006) z Benem Englishem, Juicy Juggs (2006) z Anthonym Hardwoodem i Tommym Gunnem, Brunettes Eat More Cum (2007) z Brianem Surewoodem, Anal Asspirations 7 (2007) z Markiem Davisem, Big Mommy Boobs 1 (2007) z Erikiem Everhardem, Big Butt Extravaganza (2007) z Charlesem Derą, Big Tits Boss 8 (2009) z Dannym Mountainem, Big Tit Fixation 1 (2009) z Derrickiem Pierce, Big Tits Boss 5 (2009) z Ramónem Nomarem, Séance (2009) ze Steve’em Hooperem.
W 2006  wszczepiła implanty, aby jej piersi uzyskały większy rozmiar i wyglądały na bardziej stabilne w kolejnych filmach. Jej operacja powiększenia biustu była bardzo dobrze wykonana, nie pozostawiając widocznej blizny. W 2008 przeszła redukcję rozmiaru piersi do rozmiaru 36D.
W 2008 Carmella wycofała się z występów, wywołując pogłoski, że była jedną z gwiazd porno, które zaraziły się podczas epidemii HIV. Latem 2010 na jej MySpace opublikowano zdjęcia przedstawiające jej pięciomiesięczną ciążę. Urodziła syna.
Na początku 2011 roku Carmella powróciła do branży, aby nakręcić swoją pierwszą scenę w ciągu dwóch lat. Scena miała swoją premierę 31 stycznia w Plumper Pass.
Spotykała się z aktorem porno Juliánem i Benem Englishem (w maju 2007).

## Nagrody i nominacje
| Rok  | Nagroda              | Kategoria                       | Film                                             | Inni wykonawcy                                                                                                  | Rezultat  |
| ---- | -------------------- | ------------------------------- | ------------------------------------------------ | --- | --------- |
| 2007 | UK Adult Film Awards | Najlepsza aktorka zagraniczna   | -                                                | - | Wygrana   |
| 2011 | AVN Award            | Najlepsza scena seksu grupowego | The Devil in Miss Jones: The Resurrection (2010) | Belladonna, Tom Byron, Penny Flame, Savanna Samson, Steven St. Croix, Nick Manning, Evan Stone i Rebeca Linares | Nominacja |